# برانیتسه (ناحیه پیسک)
برانیتسه (به چکی: Branice) یک منطقهٔ مسکونی در جمهوری چک است که در ناحیه پیسک واقع شده‌است. برانیتسه ۵٫۰۵ کیلومتر مربع مساحت و ۳۰۸ نفر جمعیت دارد و ۴۹۳ متر بالاتر از سطح دریا واقع شده‌است.